# あんぐら
『あんぐら』は、ちざきゃによる日本の4コマ漫画作品。

## 概要
一迅社発行の『まんが4コマKINGSぱれっと』2008年2月号から2010年4月号まで連載された。
アンソロジー作家たちの生活ぶりについては、作者自身の実体験が数多く盛り込まれている。

## あらすじ
共同生活式の小さなアパート「河根荘」には、なぜか女性のアンソロジー作家が集まっている。そんな住人たちの中で、唯一作家ではない大学生、しかも男性の小野塚啓太と、女性作家たちとのドタバタ生活が描かれる。

## 登場人物
小野塚 啓太（おのづか けいた）
河根荘の住人。大学生。住人の中では、唯一の男性。ダークグレイのショートヘアーで、瞳もダークグレイ。
結衣とは幼なじみで、やや流されやすい性格のため、よく引きずられたり、理不尽な理由で殴られたりしている。
結衣に1万円を貸しているが、なかなか返してもらえないのが悩み。
五十嵐 結衣（いがらし ゆい）
河根荘の住人。専門学校卒で、現在は美少女ゲーム系のアンソロジー作家。朱色のロングヘアーをポニーテールにしている。瞳も朱色。口元には八重歯が光る。首の関節が非常に柔らかく、真後ろを向くことができる（かなり不気味）。
ペンネームは「いがラッシュ」。小学生の頃、同じクラスにもう1人五十嵐姓の女子（弥生）がいたので、区別のため名前の頭1文字を小さくつけて「いがらしゅ」と書いていたことに由来する。
性格は基本的にポジティブで明るいが、ネームがボツになったりするとヘコむ等、感情の起伏が大きい。ハッピーエンドのストーリーを好み、原作が悲しいエンディングのものでも、自作品ではハッピーエンドにしたがるが、担当編集には「原作と違うのでダメ」と言われてしまうことが多い。
啓太とは幼なじみ。八つ当たりの矛先は、たいてい啓太に向けている。
アンソロジー作家としてプロではあるが、腕前はまだ発展途上。ネームの誤字脱字も多く、担当編集に怒られたり、住人仲間にあきれられたりしている。暗算も苦手で、700円の同人誌を売る時、1000円を受け取って400円のお釣りを渡そうとしたほど。
住人の中では唯一、原稿をすべて手描きで作成している。住人仲間には「トーン貼りぐらいはパソコンの利用を」と勧められているが、ソフトを買う予算すらないらしい。
長らく、啓太に1万円の借金をしている。原稿料が入った直後などに返済できそうなのだが、借金していることが「啓太との絆」と思っているのか、返済する気はないらしい。
宇佐美 未来（うさみ みく）
河根荘の住人。男性向けのアンソロジー作家で、触手系専門。金髪のセミロングを、赤い玉のついた髪留めゴムで小さなツインテールにしている。瞳も金色。
非常に幼い外見だが、実は住人の中では最年長で、もうすぐ30歳らしい。
ペンネームは「うにん」。アンソロジー作家としてはベテランで、人気が高くファンも多い。コミケでは「壁サークル」である。
触手好きになったのは、高校生の頃に友人たちと海へ行った時、友人たちはナンパされるのに、お子さま体形の未来はまったく相手にされず、1人で岩場へ行きイソギンチャクを見つけ、一緒に遊んだことがきっかけ。現在は触手をこよなく愛し、寝具も枕はイカ形、布団の柄はタコ、そして特製のイソギンチャク形のナイトキャップをかぶって寝る。また、他人の原稿を手伝うと、どこかに触手系のものを描こうとする。
春日井 陽菜（かすがい ひな）
河根荘の住人。啓太と同じ大学に通う大学生で、啓太の後輩に当たる。住人の中では最年少。カーキ色のロングヘアーで、赤いやや幅広のシンプルなカチューシャをつけている。瞳もカーキ色で、大きな丸眼鏡をかけている。住人の中では、一番の巨乳。
やや引っ込み思案な性格。先輩である啓太に、淡い恋心を抱いている。
大学生であるが、コンシューマーゲーム系のアンソロジー作家でもある。作家としてはまだ駆け出しで、住人たちからは「よくも悪くも普通」と評されている。
八重樫 莉緒（やえがし りお）
河根荘の住人。ショタ系のアンソロジー作家。紺色のショートヘアーで、瞳も紺色。
住人の中では最も物静かで寡黙。原稿には手抜きを許さない主義で、特にトーン貼りのクオリティは卓越している。
ショタ好きになったのは、元々一人っ子で弟がほしいと思っていたがかなわず、学生の頃にショタ系アンソロジーに出会い、その中に「理想の弟の姿」を見つけたから。
ショタ系の妄想をすると、ほぼ必ず大量の鼻血を出す。また、部屋の窓から見える保育園の庭で、幼い少年たちが遊んでいる光景を眺めていても鼻血を出す。河根荘を選んだのは、目の前に保育園があるのが理由らしい。
五十嵐 弥生（いがらし やよい）
河根荘の住人。当初からの住人ではなく、同人誌イベントで結衣と再会した後、引っ越した。原稿をフルデジタルで作成するイラストレーター。結衣と同姓だが、まったくの他人。
銀色のロングヘアー。非常にクセがある髪質で、爆発状態になるのを防ぐために、ほぼ常時マリンキャップをかぶっている。入浴時にも、頭にタオルを巻いて髪を押さえるほど。瞳は朱色で、本作のキャラでは珍しく髪と瞳の色が違っている。
小学生の頃、結衣と同じクラスだった。そのため、持ち物を区別するために名前の頭1文字を小さくつけて「いがらしゃ」と書いていたが、それをそのままペンネームとしている。
結衣とは小学生の頃、何かと競い合う関係で、あまり仲はよくなかった。その後、交際は途切れたが、ある同一原作のアンソロジーの表紙を結衣とほぼ同時に出すことになり、その絵の雰囲気がそっくりだったため互いの存在に気づき、その後のイベントで結衣が乗り込んで来て再会したが、いきなり殴り合いになった。
周囲からは、結衣との関係を「よく気が合っている」とか「双子を超えるハモりっぷり」などと評されているが、当人たちは決して仲がいいとは思っていない。
東川（ひがしかわ）
結衣の担当編集者。“壱迅社”勤務。ショートヘアーで、横長の眼鏡をかけている。
優秀な編集者で、担当作家の結衣（作家として決して優秀とは言えない）を、うまく扱っている。

## 主な舞台
河根荘（かわねそう）
結衣たちが住むアパート。共同生活式で、風呂やトイレ、食堂は共同。部屋は仕事と睡眠のための場所で、部屋ごとの風呂やトイレ、台所はない。
住人のほとんどがアンソロジー作家。
すぐ横には保育園があり、特に莉緒のお気に入りの光景となっている。
風呂は、数人が同時に入れるほど広い。また、啓太が入る時に限り、入口に「けーたが入浴中。」と書かれた札が掛けられ“鉢合わせ事故”を防いでいる。しかし、徹夜続きの結衣たちにこの札を無視され、乱入されたことがある。

## 書誌情報

### 単行本
一迅社より「まんが4コマKINGSぱれっとコミックス」として刊行されている。全2巻。
1. 第1巻（2009年6月22日発売・2009年7月5日初版発行） ISBN 978-4-7580-8045-3
2. 第2巻（2010年7月22日発売・2010年8月5日初版発行） ISBN 978-4-7580-8092-7